# Derk Semmelink
Derk Semmelink (IJzevoorde, 4 augustus 1855 - Nijmegen, 11 maart 1899) was een Nederlands architect.
Semmelink begon als leerling bij de Arnhemse architecten van Gendt en Nieraad. Plaatselijke bekendheid kreeg hij door zijn ontwerp voor villa 'Stella Maris'. Andere werken van zijn hand zijn onder meer het vroegere Nijmeegse Wilhelminaziekenhuis, het Lutherse Kerkje en het verdwenen Hotel-Café Bellevue.
In zijn korte leven wist Semmelink ondanks zijn gebrek aan een gedegen opleiding een bijzonder grote reputatie in de architectuurwereld op te bouwen, zo getuigen zijn ontwerpen in vakbladen. Zijn vriend en collega J.J. Weve gaf zelfs te kennen dat "onder voor hem gunstiger ontwikkelingsvoorwaarden, [hij] vermoedelijk een der meest begaafde architecten van Nederland zou geworden zijn".

## Beknopte biografie
Semmelink kreeg zijn eerste 'onderwijs in het teekenen en timmeren van den heer Evers, met het doel om zich als bouwkundig opzichter te bekwamen. Zijn verdere loopbaan bracht hem achtereenvolgens te Rotterdam aan de Hollandse Spoorweg Maatschappij, te Arnhem bij de architecten van Gendt en Nieraad, waarna hij besloot zich te Nijmegen te vestigen op den raad van een zijner collega's die, uit de onmiddellijke nabijheid dier stad geboortig, met hare vooruitzichten als zich uitbreidende stad bekend was'. In Tegenstelling tot latere Nijmeegse collega's als stedenbouwkundige Bert Brouwer en de hier geciteerde ingenieur J.J. Weve had Semmelink dus geen noemenswaardige opleiding. De genoemde heer Evers is vermoedelijk de vader van architect Henri Evers.
In verschillende bronnen is Semmelink als een zeer werklustig persoon omschreven. Ondanks zijn korte leven heeft hij ook inderdaad een groot aantal Nijmeegse huizen ontworpen. De meeste hiervan zijn te vinden in de nabijheid van de eerste stadsuitleg. Voorbeelden zijn de huizen aan de Nieuwe Markt of de panden aan de Van Welderenstraat. Maar naast huizen heeft hij in de jaren 1880-1899 ook een groot aantal Nijmeegse winkelpuien ontworpen. Een goed bewaard gebleven voorbeeld daarvan is Lange Hezelstraat 18.
De stijl die Semmelink gebruikte laat zich lastig onder een noemer plaatsen. Toch kunnen in veel van zijn werken de kenmerken van het Eclecticisme teruggevonden worden. Dat zijn ontwerpen echter veelzijdig zijn bewijst het pand Lange Hezelstraat 41a. Hier heeft hij bijvoorbeeld gebruikgemaakt van art-nouveau-elementen, die hij verder nauwelijks toepaste.
Op de dag dat Semmelink de aanbesteding voor Hotel De Bonte Os zou afronden overleed hij. Zijn laatste gezichtsbepalende ontwerp was hiermee een feit. Vrienden als J.J. Weve en Claas Noorduijn roemden Semmelink in hun grafredes om zijn "artistieke geest". Hij ligt samen met een van zijn dochters begraven op Rustoord (graf A-0076).

## Hertogplein en omgeving
Toen er bij de inhuldiging van koningin Wilhelmina in verschillende steden zogeheten 'koninginnebomen' werden geplant, verscheen in Nijmegen op het Hertogplein een linde. Het smeedijzeren hekwerk rondom de boom werd ontworpen door Semmelink. De linde heeft inmiddels plaats gemaakt voor een andere boom, het hekwerk is echter nog altijd op het plein te vinden. Tegenover de linde, op de hoek van het Hertogplein en de Derde Walstraat, stond eveneens een werk van Semmelink. In 1888 ontwierp hij samen met architect W.C.A. Hofkamp het schoolgebouw van de Maatschappij tot Nut van 't Algemeen, de voorloper van de Nutsschool. Rond 1968 werd het gebouw gesloopt.
Het kantoor van Semmelink lag niet ver van het Hertogplein, namelijk in het pand Hertogstraat 69. Na zijn dood hebben Semmelinks leerlingen J.W. Hoffmann en Piet Gerrits zijn zaak op dit adres voortgezet.

## Wetenswaardigheden
- In 1947 werden er een straat en buurt naar hem vernoemd in de wijk Bottendaal.
- Semmelink groeide op in IJzevoorde, nabij kasteel de Slangenburg.
- Officier van Gezondheid Jan Semmelink is een neef.
- Semmelink was een actief lid van de Maatschappij tot Bevordering der Bouwkunst.

## Bekende werken

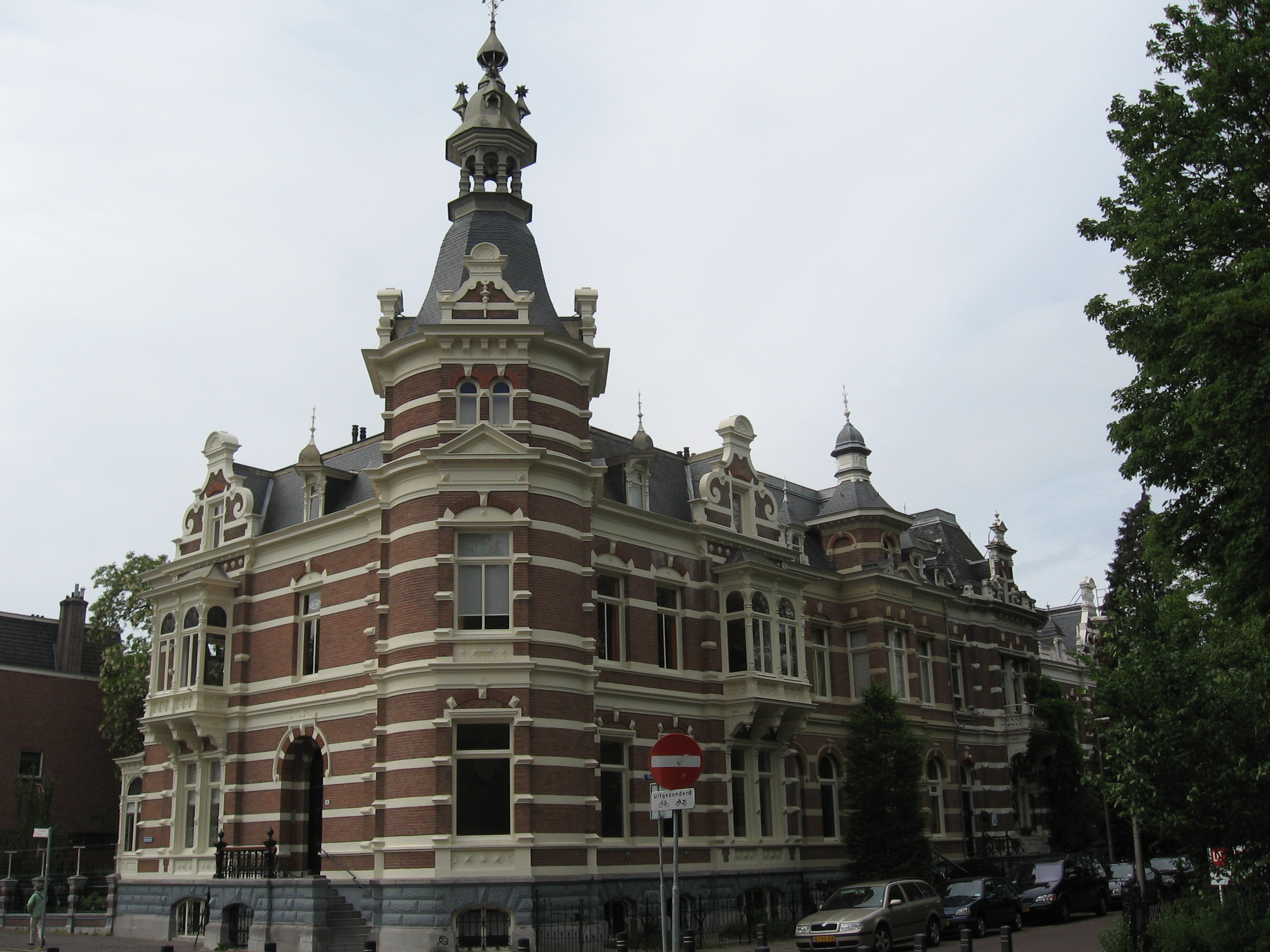
Maliebaan 108 te Utrecht op de hoek met het Oorsprongpark, gebouwd rond 1893

- 1883-1883 Weurt: School met onderwijzerswoning
- 1885-1885 Nijmegen: Hotel-Café Bellevue
- 1886-1893 Utrecht: Maliebaan108/Oorsprongpark 2-10
- 1887-1888 Kerkdriel: Gemeentehuis, Mgr. Zwijsenplein
- 1888-1889 Nijmegen: Villa 'Stella Maris'
- 1888-1889 Nijmegen: Schoolgebouw van de Maatschappij tot Nut van 't Algemeen (met W.C.A. Hofkamp)
- 1888-1889 Nijmegen: Kook- en Huishoudschool, Groesbeekseweg 15
- 1894-1895 Nijmegen: Wilhelminaziekenhuis
- 1895-1896 Nijmegen: Lutherse Kerk
- 1896-1896 Groesbeek: Kazerne Koninklijke Maréchaussée
- 1899-1899 Leeuwen: Gemeentehuis, Zandstraat 51
- 1899-1899 Cromvoirt: Gemeentehuis, St. Lambertusstraat 47
- 1899-1899 Nijmegen: Hotel De Bonte Os, Molenstraat

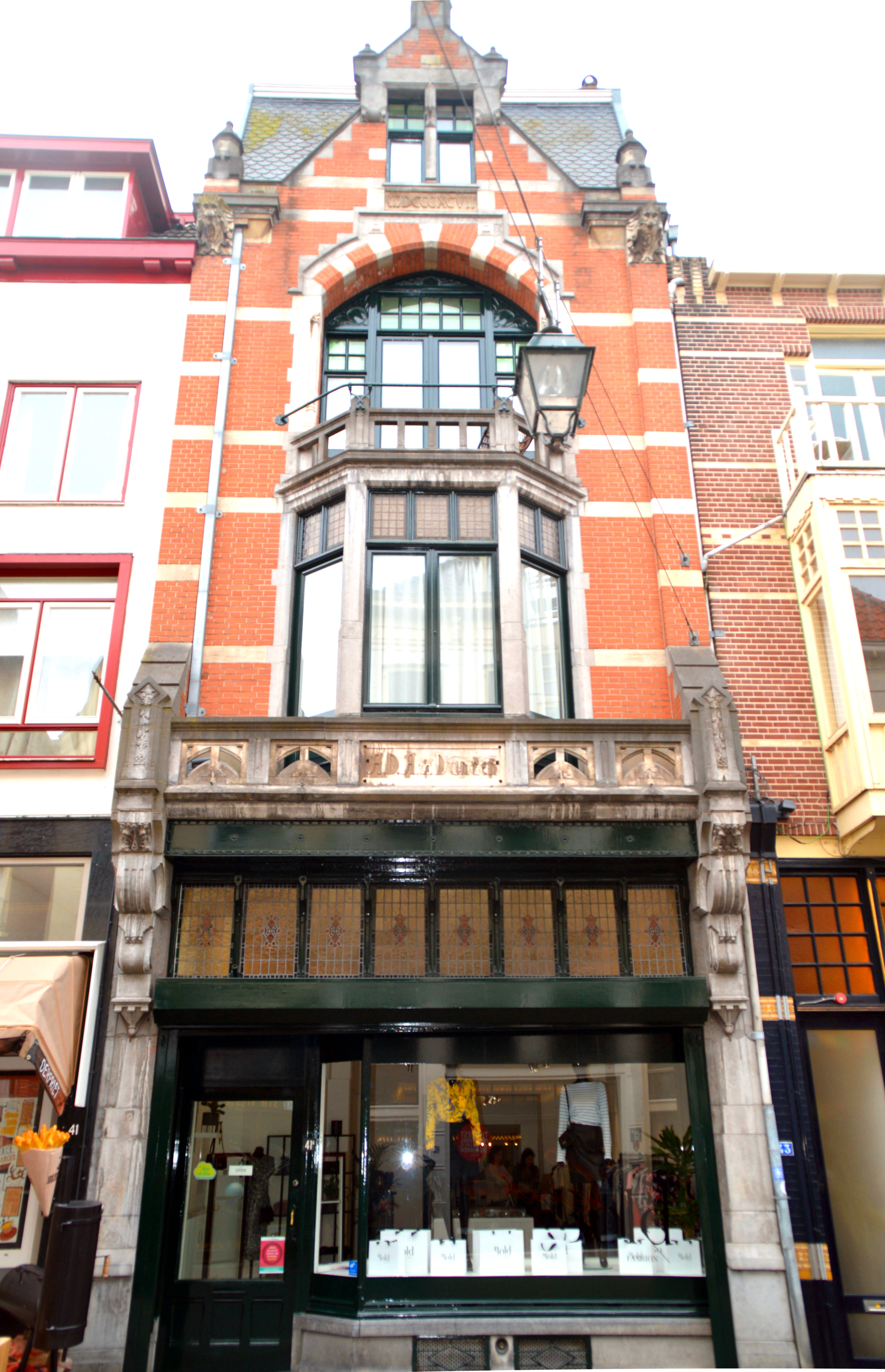
Lange Hezelstraat 41A Nijmegen 1897

## Minder bekende werken

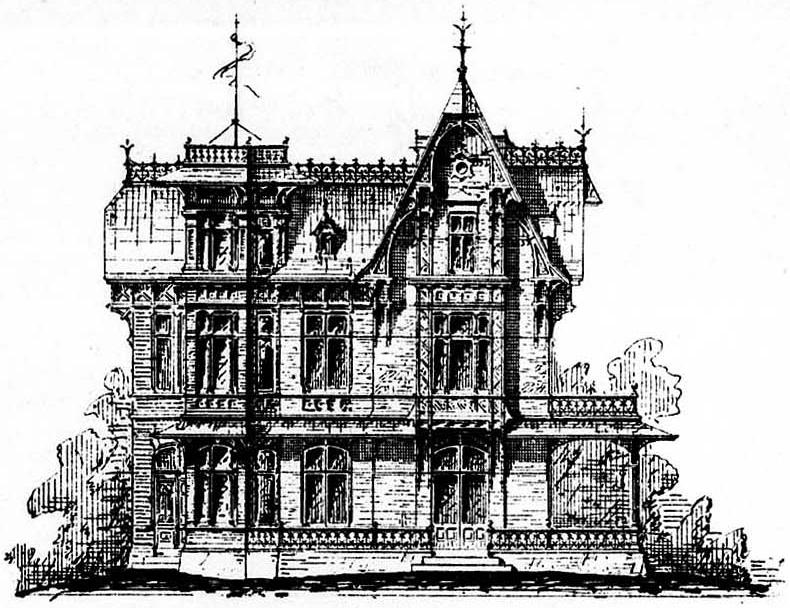
Ontwerp voor een villa in Nijmegen. Afkomstig uit De Opmerker, 19e jaargang, nummer 1 (5 januari 1884).

- 1880-1880 Nijmegen: St. Annastraat 82a
- 1881-1881 Nijmegen: Melkinrichting, Berg en Dalseweg 36
- 1882-1882 Nijmegen: Villa 'Andelshof', Kerkstraat 69 (Hees)
- 1882-1882 Nijmegen: Lange Hezelstraat 94-96
- 1884-1884 Nijmegen: Nieuwe Markt 24-26, 54-60, 88-94
- 1888-1889 Nijmegen: van Berchenstraat 29
- 1890-1890 Nijmegen: Burchtstraat 55
- 1891-1891 Nijmegen: Landhuis "Padua", Kerkstraat 94 (Hees)
- 1891-1891 Nijmegen: Winkelhuis C.J. van Woerkom, Molenstraat 132-134
- 1891-1891 Nijmegen: van Welderenstraat 92
- 1894-1894 Tiel: Ambtmanstraat 20-22
- 1895-1895 Nijmegen: Berg en Dalseweg 19-21, 102-110
- 1895-1895 Nijmegen: Oranjesingel 12
- 1896-1896 Nijmegen: Kronenburgersingel 213
- 1897-1897 Nijmegen: Kronenburgersingel 223-225
- 1897-1897 Nijmegen: Villa Wilhelminasingel 14
- 1897-1897 Nijmegen: Lange Hezelstraat 41a
- 1898-1898 Beek: Villa De Severen, Bosweg 31